# Южный пилонос
Южный пилонос, или австралийская акула-пилонос (лат. Pristiophorus cirratus) — вид хрящевых рыб рода пилоносов семейства пилоносых акул. Эти акулы являются эндемиками южного побережья Австралии на глубине до 310 м. Максимальная зарегистрированная длина 137 см. У южных пилоносов очень длинный рострум, который составляет до 30 % от длины тела. Окраска от бледно-жёлтого до серо-коричневого цвета, иногда дорсальную поверхность покрывают пятна. На роструме имеются усики, расположенные ближе к его кончику, чем к ноздрям. Эти акулы размножаются яйцеживорождением. Рацион состоит из мелких рыб, кальмаров и ракообразных. Представляет незначительный интерес для коммерческого рыбного промысла.

## Таксономия
Впервые вид был научно описан в 1794 году. Возможный голотип представляет собой самца длиной 102 см, пойманного у побережья Порт-Джэксон, Австралия. Видовой эпитет происходит от слова лат. cirrus — «бахрома», «локон», «усик», «завиток» и связан с тем, что у этих акул имеются длинные, похожие на струну усики.

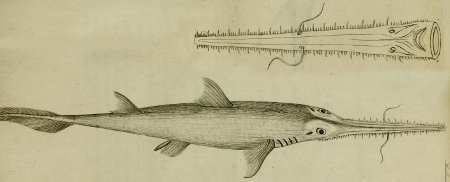

## Ареал
Южные пилоносы обитают в юго-восточной части Индийского океана и являются эндемиками умеренных и субтропических вод, омывающих южное побережье Австралии и Тасмании. Эти акулы встречаются на континентальном шельфе на глубине от 37 до 310 м. Они заплывают в бухты и эстуарии рек, однако чаще всего они попадаются в открытом море на глубине от 37 до 146 м.

## Описание
У южных пилоносов вытянутое, слегка приплюснутое, но не уплощённое как у скатов тело. Голова также слегка приплюснута, но не растянута латерально. Рыло удлинённое и приплюснутое, вытянутое в виде пилообразного рострума с латеральными зубцами. Его длина составляет 27—28 % от длины тела. На каждой стороне рострума перед усиками имеется по 9—10 крупных зубцов и 9 позади усиков. Края крупных зубцов гладкие. Преоральное расстояние равно 29 % длины тела. Основание ростральных усиков в 1,2—1,3 раза ближе к кончику рыла, чем ко рту. Дистанция между ростральными усиками и ноздрями чуть меньше или равно расстоянию от усиков до 1—4 жаберной щели. Расстояние от рта до ноздрей в 1,3—1,4 раза превышает дистанцию между ноздрями. На верхней челюсти имеется 39—49 зубов.
Два спинных плавника лишены шипов у основания. Анальный плавник отсутствует. Основание первого спинного плавника расположено на уровне пространства между грудными и брюшными плавниками. Грудные плавники довольно крупные, но не крыловидные. Брюшные плавники маленькие. Рот маленький, изогнутый и короткий, расположен перед глазами. На нижней поверхности рыла располагается пара усиков, выполняющая функции осязания. Имеются назальные желобки, не соединяющиеся со ртом. Губные бороздки короткие. Овальные довольно крупные глаза вытянуты по горизонтали. Третье веко отсутствует. 5 пар жаберных щелей. Позади глаз имеются крупные брызгальца. Хвостовой плавник асимметричный, верхняя лопасть удлинена, нижняя отсутствует. У крупных особей спинные и грудные плавники покрыты плакоидной чешуёй. Тело покрыто крупными заострёнными плакоидными чешуями. Максимальная зарегистрированная длина 137 см, по другим данным 149 см, а вес 8,5 кг (самка) и 132 см и 3,5 кг (самец).

## Биология
Южные пилоносы размножаются яйцеживорождением. В помёте от 6 до 19 новорожденных длиной 31—34 см. Вероятно, ростральные крупные зубцы прорезываются незадолго до рождения, но, чтобы не нанести матери вреда они остаются прижатыми к роструму, а мелкие прорезываются между крупными уже после появления на свет, тогда же распрямляются и крупные зубцы.Самки достигают половой зрелости при длине 107 см.
Иногда южные пилоносы собираются в стаи, вероятно, чтобы для охоты. Рацион состоит из мелких рыб, в том числе рода Fistularia, и ракообразных. Длинный чувствительный рострум имеет боковую линию, способную улавливать вибрацию, и оснащён электрорецепторами. Плоская голова и рыло, крупный затылочный мыщелок и специализированные шейные позвонки позволяют пилоносым акулам использовать рострум как мощное оружие, чтобы рыться в грунте и убивать жертву. Однако подобное поведение не было зафиксировано воочию, поскольку, в отличие от пилорылых скатов, этих акул не удаётся содержать в неволе. Очень короткие челюсти и удлинённая ротовая и жаберные полости дают основание предположить, что южные пилоносы способны внезапно засасывать жертву.

## Взаимодействие с человеком
Южные пилоносы не представляют опасности для человека, однако при обращении с ними следует соблюдать осторожность, поскольку острые ростральные зубцы способны сильно поранить. Эти распространённые акулы часто попадаются в качестве прилова при целевом промысле с помощью жаберных сетей австралийских куньих акул. За период с 1970 по 2001 г совместный улов южных пилоносов и Pristiophorus nudipinnis варьировался от 43 до 301 тонн составил 7 % от общего улова акул. Кроме того, урон популяции южных пилоносов наносил вылов в качестве прилова Юго-восточным траулерным
рыболовным флотом, ведущим промысел разных костистых рыб с помощью глубоководных тралов у берегов Нового Южного Уэльса, восточного побережья Виктории и Тасмании. Улов пилоносых акул с этом секторе в 2002 году составил 106 тонн. В настоящее время введён мораторий на промысел в водах Виктории, действующий на расстоянии 3 мили от берега.
Международный союз охраны природы присвоил этому виду статус сохранности «Вызывающий наименьшие опасения».